# Christopher Hankinson
Pas d'image ? Cliquez ici

a Compétitions nationales et continentales officielles uniquement.

Christopher Hankinson, né le 30 novembre 1991 à Wigan (Angleterre), est un joueur de rugby à XIII anglais évoluant au poste de centre.
Formé à Salford sans qu'il ait pu évoluer avec l'équipe première, il commence sa carrière au sein de Leigh avec un titre de Championship en 2014. Il est l'objet de prêts durant deux saisons à Barrow puis signe en 2017 à Swinton. Il fait ses débuts en Super League lorsqu'il rejoint Wigan où il y évolue deux saisons, le club atteint la finale de la Super League en 2020 sans qu'Hankinson y prenne part. Il fait de nouveau l'objet de prêt à Swinton et London Broncos avant de rejoindre le Toulouse en 2022 pour les débuts du club en Super League.

## Palmarès
- Collectif :
  - Vainqueur du Championship : 2014 (Leigh).
  - Finaliste de la Super League : 2020[1] (Wigan).

### En club
| Saison | Club                    | Compétition  | Matchs | Points | Essais | Buts | Drop |
| ------ | ----------------------- | ------------ | ------ | ------ | ------ | ---- | ---- |
| 2014   | Leigh Centurions        | Championship | 7      | 8      | 2      | -    | -    |
| 2015   | Barrow Raiders          | League 1     | 25     | 60     | 10     | 10   | -    |
| 2016   | Barrow Raiders          | League 1     | 24     | 228    | 13     | 88   | -    |
| 2017   | Swinton Lions           | Championship | 31     | 96     | 8      | 32   | -    |
| 2018   | Swinton Lions           | Championship | 20     | 129    | 6      | 52   | 1    |
| 2018   | Wigan Warriors          | Super League | 2      | 4      | 1      | -    | -    |
| 2019   | Swinton Lions           | Championship | 8      | 8      | 2      | -    | -    |
| 2019   | Wigan Warriors          | Super League | 18     | 40     | 2      | 16   | -    |
| 2020   | Wigan Warriors          | Super League | 3      | 6      | -      | 3    | -    |
| 2021   | London Broncos          | Championship | 19     | 206    | 10     | 83   | -    |
| 2022   | Toulouse olympique XIII | Super League | 25     | 148    | 5      | 64   | -    |